# Oswald I van den Bergh

Wapen graven van den Bergh

Oswald I van den Bergh ('s-Heerenberg, 28 februari 1442 - 's-Heerenberg, 1506), gedoopt 's-Heerenbergh 24 april 1442, was ridder, heer van den Bergh (1465-1486) en graaf van den Bergh (1468-1506). Hij was een zoon van Willem II van den Bergh en Locka van Bentheim. Hij had twee jongere broers: Ludolf en Adam van der Leck.
Na de dood van zijn vader in 1465 volgde hij hem op. Hij werd op zijn beurt opgevolgd door zijn oudste zoon Willem III van den Bergh. In 1486 werd Oswald I van den Bergh door keizer Frederik III van het Heilige Roomse Rijk tot rijksgraaf verheven.
Oswald en zijn zoon Willem hadden een conflict met hertog Karel van Gelre. Dit leidde ertoe dat de goederen van Oswald, waaronder het kasteel Nijburg, verbeurd werden verklaard. Pas in 1515, na de dood van Oswald (1506) en Willem (1511), werd door Karel een punt gezet achter het conflict, zodat Willems zoon Oswald II de goederen uiteindelijk weer terug in leen kon krijgen.

## Huwelijk en kinderen
Hij trouwde op 20 december 1456 met Elisabeth van Meurs (overleden Keulen, 12 april 1493) begraven Keulen, Dominicanerkerk. Dochter van Vincent van Meurs, graaf van Saarwerden, en Anna van Beieren. Uit dit huwelijk werden de volgende kinderen geboren:
- Anna van den Bergh (ca. 1466 – ca. 1563) trouwde 1 februari 1490 te Krakau bij Krefeld met Johan van Meurs graaf van Saarwerden en heer van Laer (ovl. ca. 1507) zoon van Jacob Meurs, graaf van Saarwerden, en Cunegonda, gravin van Sonnenberg.
- Willem III van den Bergh
- Machteld van den Bergh (Metta) (ca. 1470-ca.1539)  trouwde 8 oktober 1492 met Frederik van Bronckhorst-Borculo (4 september 1456 – 20 mei 1508) begraven Borculo heer van Bronckhorst en Borculo, voormalig kanunnik te Utrecht 1471-1492 en heer van de hoge heerlijkheid Steenderen
- Frederik van den Bergh (ca. 1474 – Emmerik, 2 januari 1513) begraven ‘s-Heerenberg heer van Hedel, kanunnik van St. Gereon te Keulen. Hij erfde in 1506 de 1/2 van de heerlijkheid Wisch.
- Walburga van den Bergh (1486-1547), gravin van Bergh en ’s-Heerenberg, vrouwe van Wisch trouwde 16 januari 1496 met Hendrik V van Wisch (ovl. 1514) zoon van Johan II van Wisch en Margaretha van Assen Kettler.
- Elisabeth van den Bergh non in St. Maria in Bethlehem te Keulen.

## Voetnoten
1. ↑  Nijerborch-Nijburg. Kastelenlexicon.